# 26223 Enari
26223 Enari este un asteroid din centura principală de asteroizi.

## Descriere
26223 Enari este un asteroid din centura principală de asteroizi. A fost descoperit pe 3 decembrie 1997 la Chichibu de Naoto Satō. Asteroidul prezintă o orbită caracterizată de o semiaxă mare de 2,92 ua, o excentricitate de 0,11 și o înclinație de 12,0° în raport cu ecliptica.